# Datolyaszilva

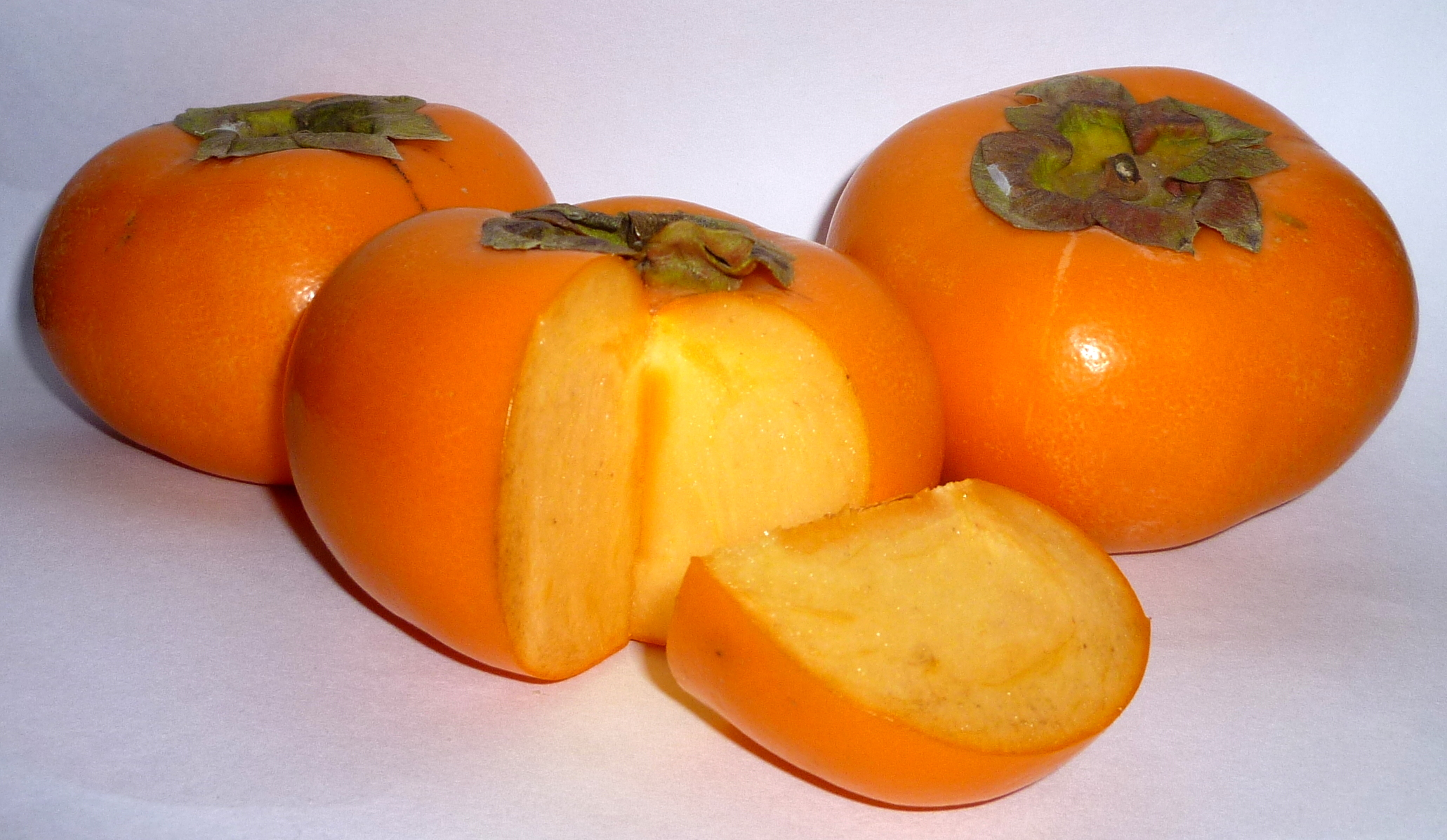
Három datolyaszilva, az egyik felvágva

A datolyaszilva (Diospyros kaki) a hangavirágúak (Ericales) rendjébe és az ébenfafélék (Ebenaceae) családjába tartozó ősi kultúrnövényfaj. Egyéb nevei: sharonfruit, hurma, kákó, persimon, kakiszilva.
Délkelet-Ázsia, Kína és India ősi kultúrnövénye. Távol-Kelet kertjeitől Amerikáig mindenütt megtalálható a szubtrópusi és a szubmediterrán klímában.

## Előfordulása
A Himalájában és Mianmar, Thaiföld, Indokína, Kína, Korea és Japán hegységeiben honos; a szubtrópusokon és a trópusi hegyvidékeken 1000 méter felett világszerte termesztik.
| Helyezés                                         | Ország | Termés (tonna) |
| ------------------------------------------------ | ------ | -------------- |
| 1                                                | CHN    | 3 084 458      |
| 2                                                | ESP    | 492 320        |
| 3                                                | KOR    | 346 679        |
| 4                                                | JPN    | 208 000        |
| 5                                                | AZE    | 160 092        |
| 6                                                | BRA    | 156 935        |
| 7                                                | TWN    | 84 301         |
| 8                                                | UZB    | 71 214         |
| 9                                                | ITA    | 47 615         |
| 10                                               | ISR    | 28 000         |
| Forrás: UN Food & Agriculture Organisation (FAO) |        |                |

## Termesztési igényei
Talajtípusra közömbös, teljes napfény, és kifejezetten tápanyagigényes, vízigénye közepesnek mondható, de meghálálja az öntözést, −20 °C-ig télálló, de fiatal korban a tövet takarni kell. Mivel november első dekádjában érik és utóérés nélkül fanyar, sem a madarak, sem a rovarok nem károsítják. A vad datolyaszilva nagyon ellenálló a gombabetegségekkel szemben is, a nemes datolyaszilva virágzás előtt, alatt és közvetlenül utána bizonyos védelmet, permetezést igényel. A szárazságot viszonylag jól bírja, de igazán csak 600 mm évi csapadék mellett terem bőven. Megél sovány talajon is, de a viszonylag jól trágyázott szellős talajokat szereti. A csapadéktól és a talajtól függően 1000 m²-en 10 mázsától 30 mázsáig terjedő terméshozamot ad.

## Gyümölcse
A gyümölcsök ősszel kezdenek érni. Nagy méretű termése a közel fél kg-ot is elérheti. A termések alakja igen változatos. Lapított gömb és megnyúlt típusok is előfordulnak. A hamvaszöld, viaszos gyümölcsök ősszel, a lombszíneződéssel egy időben színeződnek, citrom, narancs vagy vörös színt kapnak, és a termések sokáig a fán maradnak. Az őszi kertnek szép díszei, matuzsálemi kort is megérhetnek. Éretlenül nagyon sok csersavat tartalmaz s ezért így fogyasztásra nem alkalmas. Tárolás és utóérés után narancssárga húsa puha, édes sárgabarack-dzsem ízű. A gyümölcs levéből bor vagy likőr készíthető.

## Beltartalmi értékei
Gyümölcs- és szőlőcukor-tartalma eléri a 17-25%-ot, szervessav-tartalma a 9%-ot. Csersavon kívül sok citrom- és almasavat tartalmaz. 100 g gyümölcs energiaértéke 70 kalória. Jelentős az A-, C-, P-vitamintartalma, de van még benne B1-, B2-, és E-vitamin is. Mikroelemek közül: kálium, magnézium és jód, jelentős mértékben van jelen a vas, a kalcium, foszfor, kisebb mennyiségben a mangán és a réz; nagy a rost- és a pektintartalma is. Mindezek a tényezők jelentős gyógynövénnyé teszik a datolyaszilvát.

## Egyéb változatai
- Diospyros kaki 'Vaniglia'

Világosabb színű, kissé gerezdekre osztott, csúcsosodó, középnagy méretű, kellemes ízű gyümölcsöt termő fajta.
- Diospyros kaki 'Choccolatino'

Kisebb termésű, de igen finom, keményen sem fanyar gyümölcsű fajta. Erős növekedésű fája általában már a harmadik évtől terem.
- Diospyros kaki 'Hana Fuyu'

Középnagy, pogácsaszerűen lapított, sötét narancsszínű gyümölcsöt termő, lassú növekedésű, viszonylag kis termetű fajta.
- Diospyros kaki 'Tipo'

A legnagyobb termésű, finom ízű, gömbölyded alakú fajta.